# Kościół Sant’Antonin
Kościół Sant’Antonin – rzymskokatolicki kościół w Wenecji pod wezwaniem św. Antonina z Amatei. Administracyjnie należy do Patriarchatu Wenecji. Jest kościołem rektorskim w parafii San Giovanni Battista in Bragora, wchodzącej w skład dekanatu San Marco – Castello.

## Historia

### IX–XIX w.
Informacje na temat początków kościoła są skąpe; według Cornera kościół został ufundowany przez rodzinę Badoer nie później niż w połowie VII wieku, Galliccioli natomiast datuje go na rok 817, nie podając szczegółów. Pierwsza pewna dokumentacja dotycząca kościoła pochodzi z 1147 roku. W 1030 roku został przebudowany. W 1466 roku odnowiono dzwonnicę, a w 1583 roku – cały kościół. Jedyny widok pierwotnego kościoła pochodzi z XVI-wiecznego widoku autorstwa Jacopa de' Barbari, który dokumentuje jego wygląd po wstępnej, prawdopodobnej przebudowie na przełomie XII i XIII wieku. Kościół, oparty na założeniach bizantyjskich, do których później wprowadzono elementy gotyckie, miał przypuszczalnie plan trzynawowej bazyliki.
W latach 1591–1594 Francesco Tiepolo przebudował kaplicę św. Saby, w której umieszczono relikwie świętego, przechowywane w kościele od X wieku. W 1620 roku, na zlecenie proboszcza Nicolò Zorziego przebudowano kaplicę główną, a w latach 1636–1662 – apsydy. Kolejną przebudowę kościoła rozpoczął proboszcz Nicolò Brunelli; w 1662 roku zostały ukończone trzy kaplice apsydowe, a w latach 1663–1672 przebudowano prawą stronę. W latach 1672–1679 proboszcz Domenico David realizował projekt przebudowy sporządzony przez Baldassare Longhenę. W 1674 roku zburzono średniowieczny kościół, a jego pozostałości włączono do nowego. W 1680 roku kościół został ponownie konsekrowany. W latach 1680–1685 przebudowano fasadę i przyległe budynki, a w latach 1736–1749 – dzwonnicę. W 1777 roku przywrócono prezbiterium i rozbudowano je według projektu Bernardino Maccaruzziego.

#### Parafia
Czas i okoliczności erygowania przy kościele parafii są nieznane. Wiadomo jedynie, że kościół był administrowany przez samego proboszcza aż do 1711 roku, czyli do roku podniesienia go do godności kolegiaty. Po upadku Republiki Weneckiej 12 maja 1797 roku, na mocy dekretu napoleońskiego Królestwa Włoch z 5 czerwca 1805 roku (oraz kolejnych dekretów) zainicjowano w Wenecji proces kasat i przekształceń kościołów i klasztorów oraz zmian granic parafii. W 1806 roku kościół Sant’Antonin utracił dotychczasowy status kościoła parafialnego i został włączony do parafii San Giovanni in Bragora jako jej kościół filialny.

### XIX–XXI w.
W latach 1943–1944 odnowiono kopułę dzwonnicy, w 1962 roku – dach kościoła, a w 1970 – kaplicę św. Saby. W 1982 roku kościół został zdekonsekrowany i zamknięty. W latach 1988–2010 przeprowadzono restaurację całego budynku. Dokonano badań archeologicznych. Prace restauratorskie objęły tynki, ołtarze, rzeźby, obrazy, drewniane wyposażenie i dzwonnicę. Podczas wykopalisk archeologicznych odkryto sarkofag z początku XIV wieku, grobowce i fundamenty wcześniejszego kościoła oraz ceramikę z XV wieku, wyeksponowaną w wydzielonym pomieszczeniu w kościele. W czerwcu 2010 roku kościół został ponownie otwarty. W latach 2013 i 2015 był wykorzystywany jako miejsce pomocnicze na potrzeby weneckiego Biennale.

## Architektura

### Kościół
Kościół Sant'Antonino stał u zbiegu kanału o tej samej nazwie, zasypanego w XIX wieku, z Rio della Pietà. Jego południowa strona wychodzi na zasypany kanał, a fasada, w której znajdują się pomieszczenia dla duchowieństwa i bractw, które zarządzały kościołem, jest w połowie zasłonięta przez budynek kanonii. Z lewej strony fasady znajduje się przez dzwonnica. W przyziemiu fasady znajduje się portal wejściowy, a nad nim – okno termalne, flankowane łukowymi oknami.

### Kampanila
Dzwonnica, wysoka na 32 metry, ma zestaw dzwonów uruchamianych elektromechanicznie. Jest zwieńczona cebulastą kopułą, wspartą na ośmiokątnym bębnie. Jej obecny kształt jest efektem XVIII-wiecznej odbudowy po uszkodzeniu spowodowanym uderzeniem pioruna w 1442 roku.

## Wnętrze i wystrój

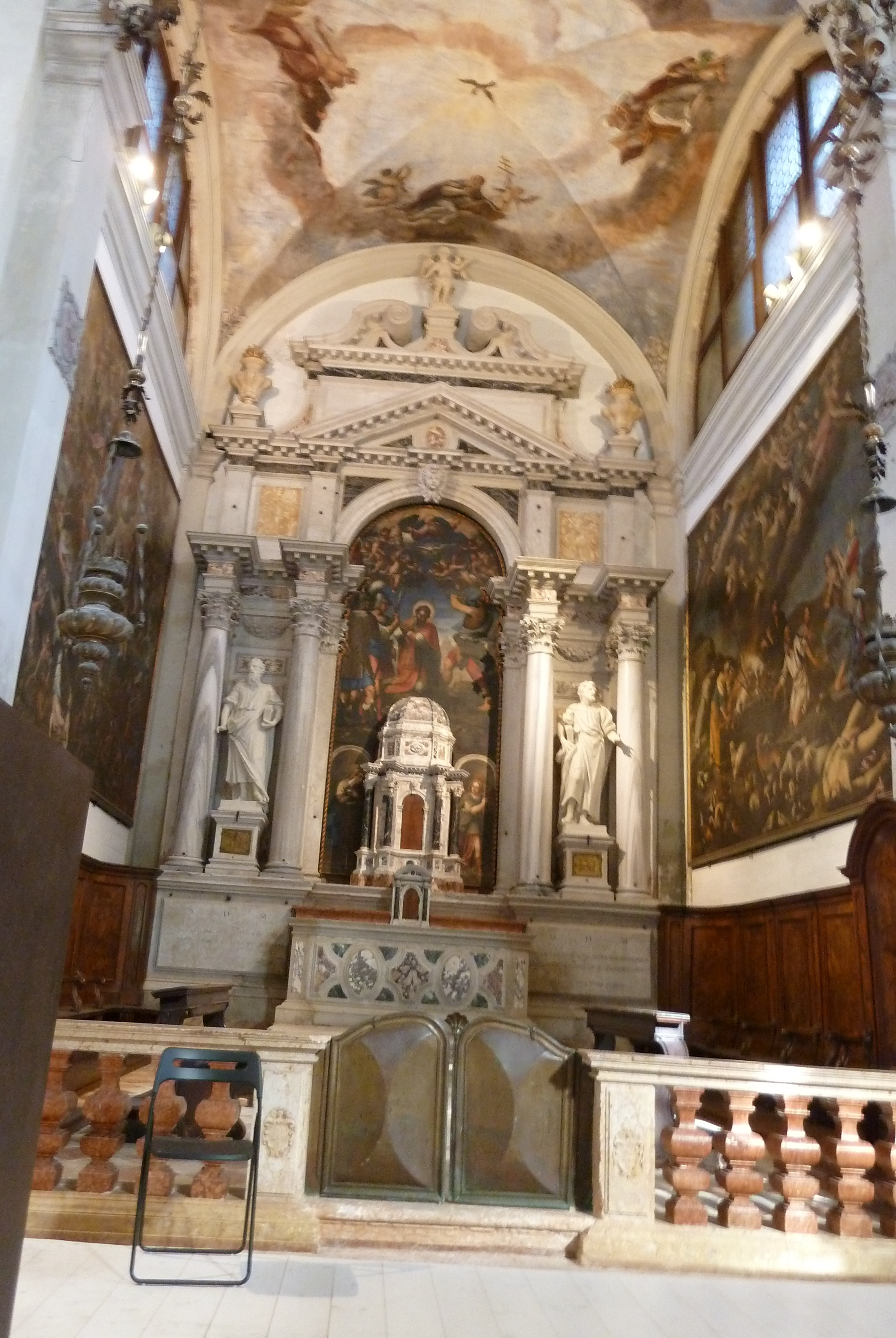
Ołtarz główny

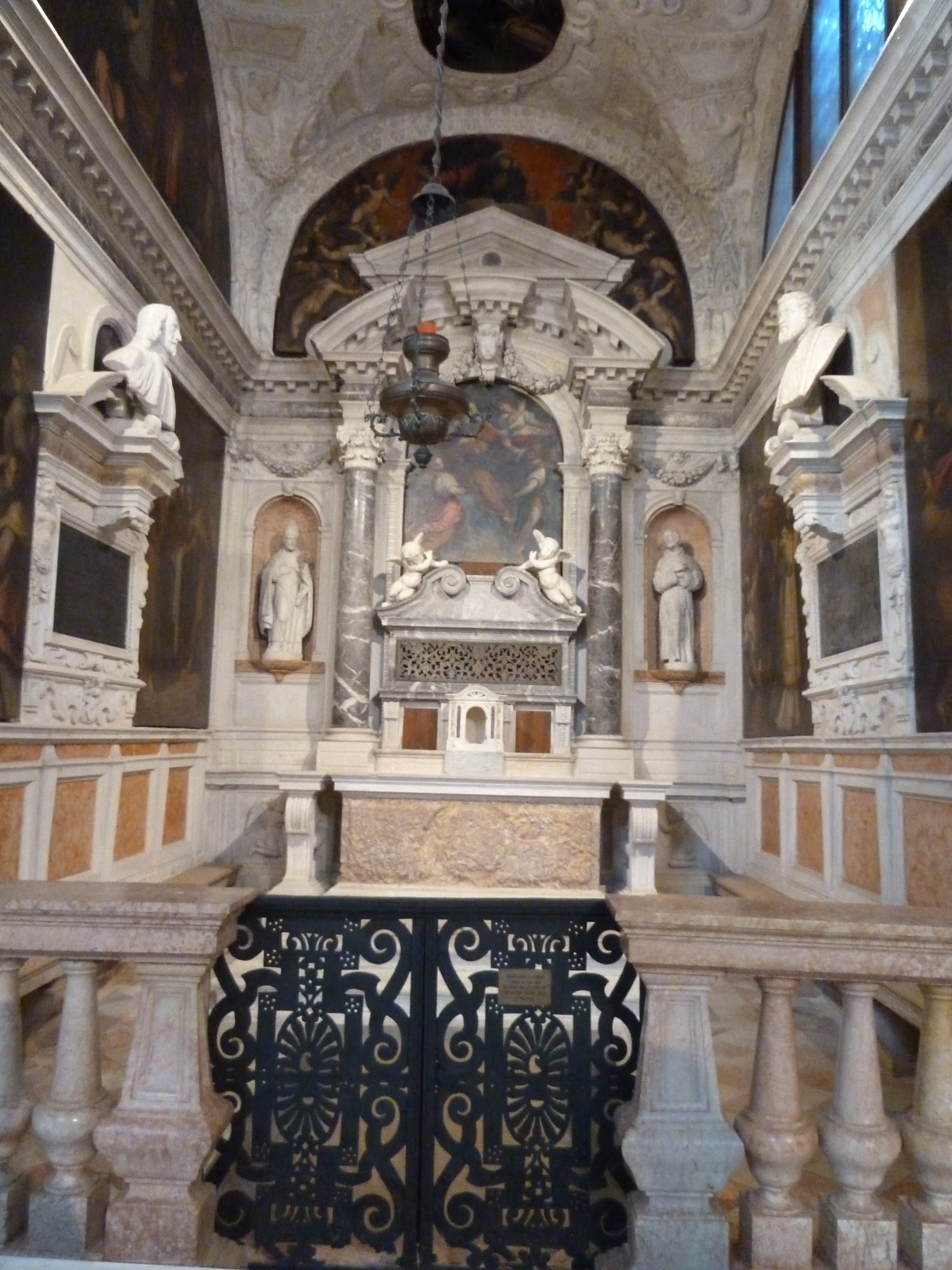
Kaplica św. Saby

Wnętrze jest jednonawowe, na planie kwadratu, przykryte płaskim stropem, z trzema kaplicami apsydowymi na planie prostokąta. Ściany są rozczłonkowane pilastrami korynckimi, pomiędzy którymi znajdują się duże okna termalne. Nad przedsionkiem wejściowym znajdują się ozdobne organy. Po jego obu stronach znajdują się boczne kaplice. Sufit zdobi fresk Spotkanie św. Saby i św. Antonina, pędzla XVIII-wiecznego ucznia Sebastiana  Ricciego.

### Apsydy
Na lewej ścianie absydy środkowej (prezbiterium) wisi obraz Sąd Ostateczny Josepha Heintza młodszego z Augsburga (1661), a na prawej – Wyjście Noego z arki Pietra Della Vecchia (XVII w.). Po obu jej stronach znajdują się dwie głębokie kaplice z stropami pokrytymi freskami.

### Nawa
Po lewej stronie nawy znajduje się głęboka kaplica, dedykowana św. Sabie, należąca do rodziny Tiepolo. Według niektórych przekazów szczątki świętego przybyły do Wenecji za panowania Piotra I Orseolo, doży Wenecji w latach 976–978; według innych zostały przewiezione do Wenecji około połowy XIII wieku z kościoła św. Jana w Akce i złożone w tutejszym kościele przez dożę Lorenza Tiepolo. Jednak w 1965 r. papież Paweł VI zwrócił je klasztorowi w Stambule, skąd zostały zagrabione przez Wenecjan. Kaplicę zdobią obrazy Palmy młodszego z 1593 roku, przedstawiające życie świętego. Obrazy te na czas restauracji wnętrza przeniesiono do Muzeum Diecezjalnego Sant’Apollonia, a przywrócono w 2010 roku. Dekoracje stiukowe zrealizował prawdopodobnie Alessandro Vittoria.
Na prawej ścianie nawy znajduje się ołtarz, który zdobi XVIII-wieczny posąg Madonna z puttem dłuta Orazia Marinali, pochodzący ze zniszczonego kościoła San Spirito.
Wśród pomników znajduje się popiersie prokuratora Alvise Tiepolo, dluta Alessandra Vittorii.